# 罗杰·布兰福德
罗杰·戴维·布兰福德，FRS FRAS（英語：Roger David Blandford，1949年8月28日—），男，英国理论天体物理学家，因对黑洞的研究而知名。现任斯坦福大学人文与科学学院的卢克·布洛瑟姆教授，斯坦福大学和斯坦福线性加速器中心（SLAC）国家加速实验室的物理学教授。

## 生平
布兰福德出生于英国的格兰瑟姆，成长于伯明翰。
2003年到2013年间担任科维理粒子天体物理和宇宙学研究所的Pehong和Adele Chen主任。
2010年当选Astro2010主席，Astro10是一份建议下一个十年中美国天文学研究项目优先级的调研报告。

## 学术贡献
布兰福德提出了布兰福德-日纳杰过程，一个从黑洞中提取能量的模型。2005年，他给天文学社区写了一封公开信，表达了他对乔治·W·布什政府的空间科学政策的关注。

## 奖项和荣誉

### 奖项
- 海伦·B·华纳天文学奖（1982年）[5]
- 丹尼·海涅曼天体物理学奖（1998年）[6]
- 爱丁顿奖章（1999年）
- 洪堡研究奖（2011年）
- 英国皇家天文学会金质奖章（2013年）[7]
- 克拉福德奖（2016年）[8]

### 荣誉
皇家学会会士、美国国家科学院院士、皇家天文学会会士和美国文理科学院院士。